# Haliactis arctica
Haliactis arctica is een zeeanemonensoort uit de familie Haliactiidae.
Haliactis arctica is voor het eerst wetenschappelijk beschreven door Carlgren in 1921.